# Lekkoatletyka na Letnich Igrzyskach Olimpijskich 1904 – rzut dyskiem

Rzut dyskiem podczas igrzysk olimpijskich w 1904 w Saint Louis rozegrano 3 września 1904 na stadionie Francis Field należącym do Washington University. Startowało 6 lekkoatletów z 2 państw. Rozegrano tylko finał.

## Rekordy
| Rekord świata     | 41,80 | Nándor Fóthy | Budapeszt (Austro-Węgry) | 11 czerwca 1903 |
| Rekord olimpijski | 36,04 | Rudolf Bauer | Paryż (Francja)          | 14 lipca 1900   |

## Finał
| lp | Imię i nazwisko     | Wiek | Reprezentacja     | Wynik | Uwagi |
| -- | ------------------- | ---- | ----------------- | ----- | ----- |
| 1  | Martin Sheridan     | 23   | Stany Zjednoczone | 39,28 | OR    |
| 2  | Ralph Rose          | 20   | Stany Zjednoczone | 39,28 | OR    |
| 3  | Nikolaos Jeorgandas | 24   | Grecja            | 37,68 |       |
| 4  | John Flanagan       | 36   | Stany Zjednoczone | 36,14 |       |
| 5  | John Biller         | 24   | Stany Zjednoczone | nn    |       |
| 6  | James Mitchel       | 40   | Stany Zjednoczone | nn    |       |

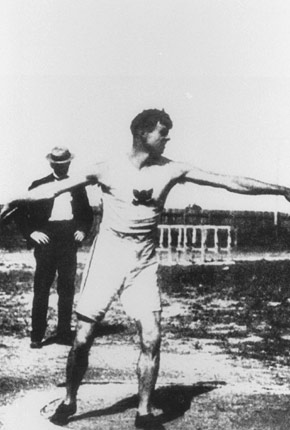
Martin Sheridan podczas rzutu na igrzyskach

Rose i Sheridan uzyskali taką samą odległość w najlepszych rzutach – 39,28 m, co było nowym rekordem olimpijskim. Zgodnie z ówczesnymi przepisami zarządzono dogrywkę, w której mieli po 3 rzuty. Sheridan osiągnął w niej 38,97 m (i zdobył tytuł mistrza olimpijskiego), a Rose 36,74 m.